# Gibraltar Falls
A Gibraltar Falls vízesés 50 méteres magasságból zúdul alá a Namadgi Nemzeti Park területén, Ausztrália keleti részén, az Ausztrál fővárosi területen, megközelítőleg 50 kilométernyire a főváros, Canberra központjától.  A vízesés közelében számos sétaút vezet.
A vízesés közelében autós parkolási lehetőség, nyilvános wc és egy piknikezési hely is található, ahol gázzal működő grill is van.
2000-ben a vízesés környékén barnafejű hollókakadu is felbukkant, amely faj egyáltalán nem jellemző madár e vidéken.

## Fordítás
Ez a szócikk részben vagy egészben  a   Gibraltar Falls című angol Wikipédia-szócikk ezen változatának fordításán alapul.  Az eredeti cikk szerkesztőit annak laptörténete sorolja fel. Ez a jelzés csupán a megfogalmazás eredetét és a szerzői jogokat jelzi, nem szolgál a cikkben szereplő információk forrásmegjelöléseként.